# 7 pistole per El Gringo
7 pistole per El Gringo (Río maldito) è un film del 1966, diretto da Juan Xiol.

## Trama
In un villaggio del vecchio West vengono compiute numerose rapine ed aggressioni da una misteriosa banda che fa poi la responsabilità su degli innocenti, i quali vengono impiccati. Pan che è rimasto orfano, accetta l'invito di un uomo che gira su un carrozzone, spacciandosi per un medico dentista, e ne diventa collaboratore.